# Crime de multidão
Crime de multidão, na doutrina jurídica brasileira, é um acontecimento criminoso promovido por uma multidão, onde não é possível acusar individualmente alguém pela autoria sem que se cometa injustiça.
Nos crimes de multidão é configurada uma co-delinquência. No entanto, não tendo o indivíduo provocado o tumulto pode ser circunstância atenuante. Por outro lado, quando se identifica o agente estimulador em um crime multitudinário, a ação deve ser diversa, podendo haver julgamentos separados.
Há juristas que separam o configurado crime de multidão do também chamado efeito manada.